# Øystein II
Øystein Haraldsson (ca. 1125 - Bohuslän, 1157) was van 1142 tot 1157 koning van Noorwegen. Hij werd medekoning naast zijn jongere broers Sigurd II en Inge I, die al na de moord op hun vader Harald IV Gille in 1136 koning waren geworden.
Harald Gille groeide op in Ierland of Schotland en had daar samen met een vrouw (wier Gaelische naam in de Oudnoordse saga's als Bjaðök vertaald werd) een zoon gekregen, Øystein genaamd. Harald vertrok in 1127 alleen naar Noorwegen, maar had daar wel laten weten dat hij overzee nog een zoon had. Enkele Noorse leenmannen ondernamen een reis naar Schotland en namen Øystein en zijn moeder mee terug naar Noorwegen. Daar werd hij erkend en werd medekoning.

## Regeerperiode
De koningen regeerden gezamenlijk over geheel Noorwegen en niet elk over een apart gebied. Dit was een vredige periode, en de afgezant van de paus, de Engelse kardinaal Nicholas Breakspear, bezocht Noorwegen. Tijdens zijn bezoek werd de kerk in Noorwegen tot een onafhankelijk aartsbisdom omgevormd met Nidaros als hoofdzetel.
De saga's van de Heimskringla en de Orkneyinga Saga verhalen dat Øystein in de vroege 1150'er jaren op rooftocht ging in Schotland en Engeland. Hij nam Harlad Maddadson, de graaf van Orkney, gevangen in Caithness en dwong deze om aan hem een aanzienlijk bedrag aan losgeld te betalen. Hij vervolgde zijn rooftocht langs de Schotse en Engelse kust en viel Aberdeen, Hartlepool en Whitby aan, een tocht die herinnerde aan de Vikingtochten.
Toen de koningen volwassen waren en hun voogden inmiddels waren overleden begonnen de vijandelijkheden tussen de broers onderling te groeien. In 1155 zouden de drie broers in Bergen bijeen komen en pogen tot een vredesakkoord te komen. Daar uitte Inge de beschuldiging dat Sigurd en Øystein samengespannen hadden om hem van de troon te stoten. Sigurd ontkende deze beschuldigen, maar toen enkele dagen later een lijfwacht van Inge door een lijfwacht van Sigurd gedood zou worden, beval Inge op advies van zijn moeder Ingrid Ragnvaldsdotter en zijn adviseur Gregorius Dagsson zijn manschappen de verblijfplaats van Sigurd aan te vallen. Sigurd had maar enkele manschappen tot zijn beschikking en Inges mannen waren ongenadig. Zij zouden Sigurd doden. De redenen van de gebeurtenis in Bergen blijven betwist. Volgens de sagen hadden Sigurd en Øystein een complot beraamd om Inge van de troon te stoten en het koninkrijk vervolgens tussen hen tweeën te verdelen. Sommige moderne historici twijfelen sterk aan deze versie; zij zien het als Inges excuus voor zijn eigen agressieve acties. Koning Øystein kwam te laat aan in Bergen, toen Sigurd al gedood was. Inge en Øystein bereikten een moeilijk tot stand gekomen vredesakkoord, maar de vrede hield niet lang stand.

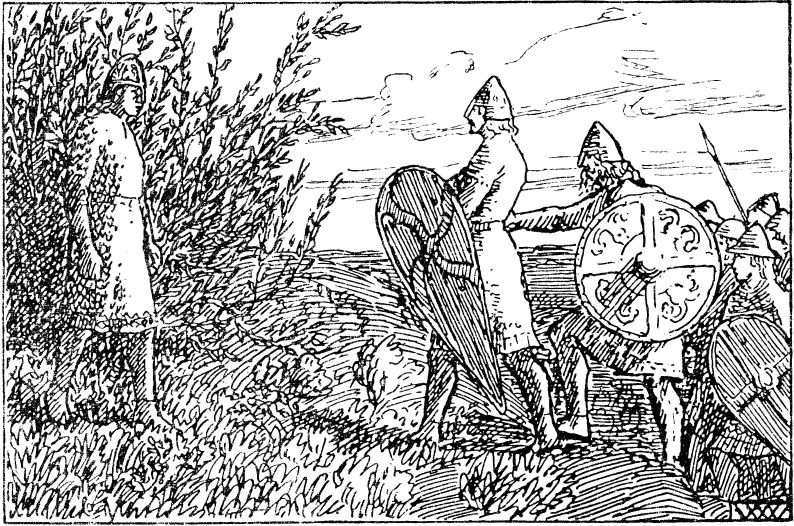
De gevangenneming van Øystein, verbeeld door Wilhelm Wetlesen in de Heimskringla editie van 1899.

In 1157 verzamelden beide kampen hun legers voor een confrontatie. Inges leger overtrof dat van Øystein in aantal manschappen, en toen ze elkaar aan de westkust, vlak bij Moster, troffen werd Øysteins leger in een mum van tijd verslagen. Øystein vluchtte naar Viken aan de Oslofjord. Nadat hij door zijn manschappen in de steek gelaten was werd hij later dat jaar in Bohuslän gevangengenomen en gedood. Øystein werd begraven in de kerk van Foss in de herred Tunge van Bohuslän. Volgens de Heimskringla zou de lokale bevolking Øystein als een heilige vereren.
Hoewel Inge nu de enige overgebleven broer was, was hij niet de enige koning. De medestanders van Øystein en Sigurd hadden zich namelijk achter Sigurds zoon Haakon geschaard en hem als hun koning gekozen. Zij hervatten de strijd tegen Inge.
De saga's tekenen een nogal negatief beeld van zowel Øystein als Sigurd. Gewoonlijk portretteren ze Inge als de rechtvaardige koning.
Øystein was getrouwd met Ragna Nikolasdotter. Zijn onwettige zoon Øystein Møyla werd in 1176 door de Birkebeiner-partij tot koning uitgeroepen, maar werd later dat jaar verslagen en gedood.